# Pałac Rewolucji w Hawanie

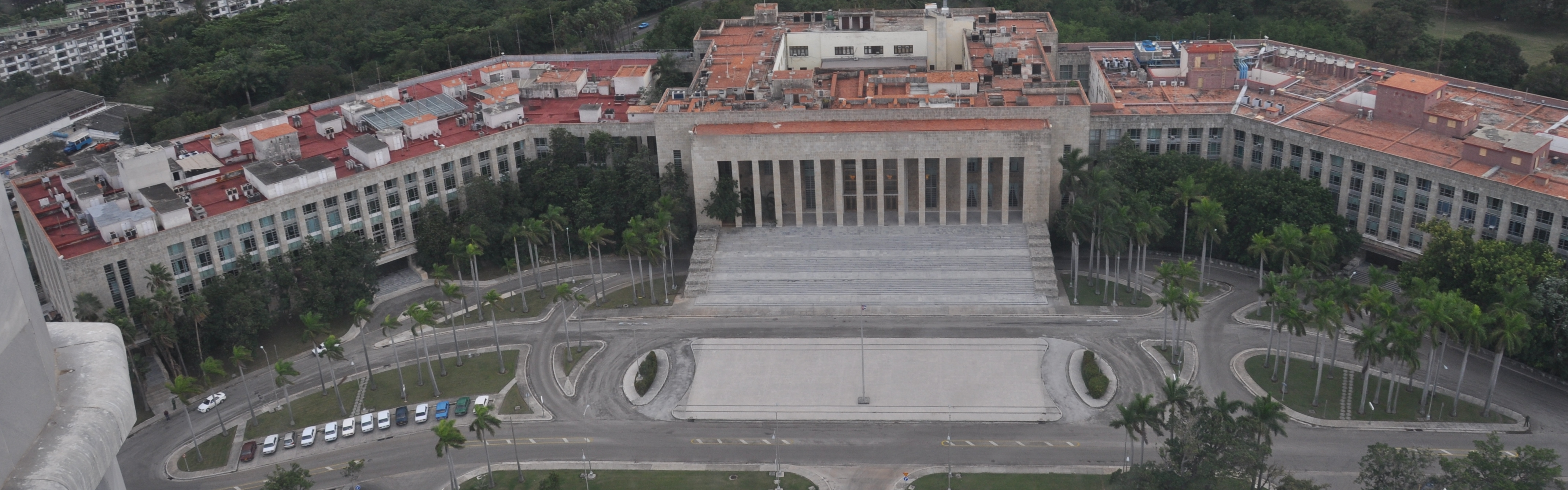
Pałac Republiki w Hawanie z lotu ptaka (panorama)

Pałac Rewolucji (Palacio de la Revolución) – położony jest w stolicy Kuby, Hawanie, przy placu Rewolucji (Plaza de la Revolución), mieszcząc w jednym kompleksie siedziby centralnych instytucji państwa - Rady Państwa (Consejo de Estado), Rady Ministrów (Consejo de Ministros) i Komitetu Centralnego Komunistycznej Partii Kuby (Comité Central del Partido Comunista de Cuba).
Decyzja o jego budowie jako Pałacu Sprawiedliwości (Palacio de Justicia), siedzibie Sądu Najwyższego i Prokuratora Generalnego, została podjęta przez prezydenta Carlosa Prio Socarrása. Projekt firmy architektonicznej José Pérez Benitoa & Sons z 1943 zrealizowano w latach 1953-1957. Następnie, po okresie rządów Fulgencio Batisty przed pałacem wybudowano plac zgromadzeń (do 1959 nazywanym placem obywatelskim (Plaza Cívica), obecnie pod nazwą placu Rewolucji José Marti (Plaza de la Revolución José Martí).
W latach 1964 i 1965 architekt Antonio Quintana Simonetti dokonał zmian w budynku.
W 1965 rząd rewolucyjny kierowany przez Fidela Castro i Osvaldo Dorticós Torrado nakazał przeniesienie siedziby rządu i państwa, które wcześniej mieściły się w dotychczasowym Pałacu Prezydenckim (Palacio Presidencial), obecnie Muzeum Rewolucji (Museo de la Revolución). Budynek składa się z 3 korpusów, pierwszy - na lewo (stojąc przed kompleksem na placu Rewolucji) zajmują biura Rady Państwa i Rady Ministrów, drugi - środkowy określany też właściwym Pałacem Rewolucji, mieści głównie pomieszczenia reprezentacyjne i recepcyjne oraz biura prezydenta na 3 piętrze a trzeci - na prawo biura KC KPKuby.
Charakterystycznymi miejscami w pałacu jest sala audiencji nazywana też tzw. salą paproci, oraz gabinet prezydenta, który przez wiele lat był miejscem pracy Fidela Castro.
Pałac wyposażono w salę widowiskową, kino i poliklinikę.